# Erucastrum gallicum
Erucastrum gallicum là một loài thực vật có hoa trong họ Cải. Loài này được (Willd.) O.E.Schulz mô tả khoa học đầu tiên năm 1916.